# اگری
اگری (به فرانسوی: Agris) یک کمون در فرانسه است که در canton of La Rochefoucauld واقع شده‌است. اگری ۱۸٫۷۴ کیلومتر مربع مساحت دارد ۸۳ متر بالاتر از سطح دریا واقع شده‌است.